# Selves pluvials semiperennifòlies de Tenasserim-Tailàndia meridional
Les selves pluvials semiperennifòlies de Tenasserim-Tailàndia meridional són una ecoregió que cobreix la zona de transició des de boscos de fulla perenne secs continentals comuns al nord fins a boscos semiperennes al sud. Com a conseqüència, aquesta ecoregió conté algunes de les més altes espècies tant d'ocells com de mamífers que es troben a la regió indo-pacífica. Els boscos de pujols i muntanyes relativament intactes formen alguns dels millors hàbitats que queden essencials per a la supervivència dels elefants i tigres asiàtics a la regió indo-pacífica. Tot i això, els boscos de les terres baixes estan molt degradats i moltes espècies de les terres baixes, com l'endèmica pita de Gurney, sobreviuen en poques reserves aïllades.
El codi assignat a aquesta ecoregió és IM0163.

## Geografia

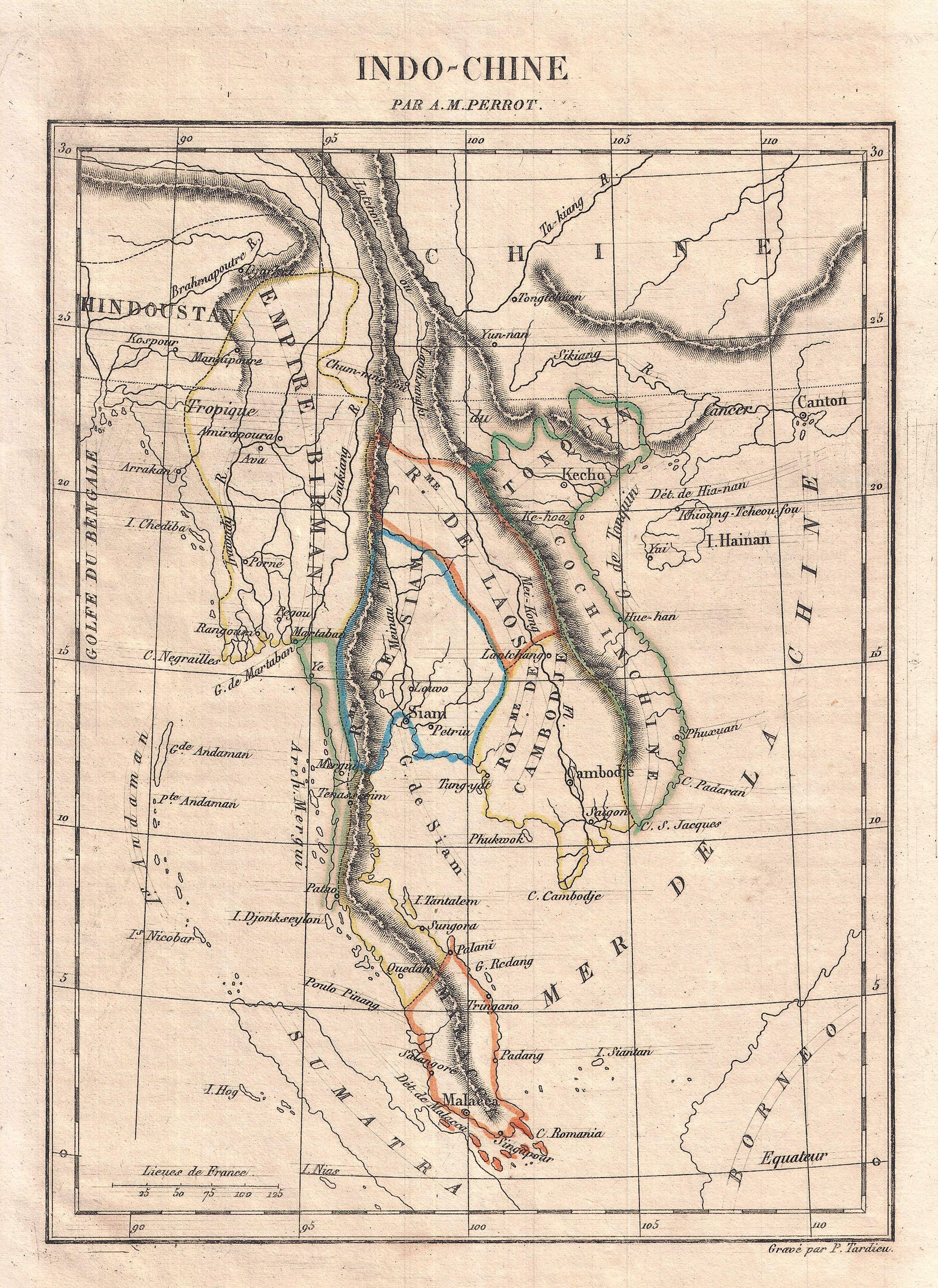
Mapa d'Indoxina dibuixat en 1825 pel cartògraf francès Aristide Michel Perrot. La serralada de Tenasserim forma part del sistema de serralades, concretament la més llarga, que ocupa tota la península Malaia.

Els turons de Tenasserim formen part d'una llarga serralada de puigs de granit que és més antiga que l'Himàlaia. Més al sud del 16è paral·lel, els turons de Shan es descomponen en estretes vessants escarpades, la serralada de Dawna a l'oest i, paral·lelament a l'extrem sud, les muntanyes peninsulars Tenasserim que s'estenen cap al sud al llarg de l'istme de Kra.
A l'est, a la província de Kanchanaburi, al costat tailandès, la serralada és travessada pel riu Khwae Yai i el riu Khwae Noi. En aquesta zona alternen petites serres de turons amb valls estretes que solen ser de prop de 2 km d'ample i més a l'est només hi ha turons aïllats, on la serralada acaba a la plana central de Tailàndia. Més al sud, el Phachi, el Pranburi i el riu Phetchaburi flueixen a l'est des del marge cap al golf de Siam.
La franja més occidental està separada de la costa de Tenasserim per la falla de les Tres Pagodes. A l'oest hi ha la serralada Dawna, els turons de Karen i les valls del Salween i del Gyaing. Al sud, al costat oest, els rius Ye, Heinze, Dawei (Tavoy), Gran Tenasserim (Tanintharyi) i Lenya són relativament curts i desemboquen a la mar d'Andaman. Més al sud, el riu Kraburi forma la frontera sud entre Tailàndia i Birmània.

## Clima
La precipitació anual augmenta cap al sud a mesura que disminueix la durada de l'estació seca i la magnitud de l'estrès pre-monsònic disminueix. Les serralades del sud reben pluja tant dels monsons del nord-est com del sud-oest de manera que, a diferència de les serralades més al nord, no hi ha cap ombra de pluja significativa. El sistema climàtic de Köppen situa aquesta ecoregió a la zona de clima humit tropical (National Geographic Society 1999).

## Ecologia
Grans extensions d'aquests turons estan cobertes d'un dens bosc tropical de fulla perenne. Normalment els vessants occidentals són més densament boscosos que els orientals, ja que reben pluges monsòniques més abundants. Aquests boscos formen els boscos semiperennes de Tenasserim-Tailàndia del Sud, que juntament amb els boscos de pluja de les muntanyes Kayah-Karen formen part de l'ecoregió de boscos humits Kayah-Karen / Tenasserim que s'inclou a la llista Global 200 d'ecoregions identificades pel Fons Mundial de la Vida Silvestre (WWF) com a prioritats per a la conservació. Els vessants occidentals arriben fins al nivell del mar, on hi ha àmplies zones cobertes de manglars.
Els turons de Tenasserim formen l'hàbitat per a diverses espècies en perill d'extinció, com ara el pita de Gurney, endèmica de Tailàndia i Birmània, així com l'elefant i el tigre asiàtics. S'ha informat del rinoceront de Sumatra a la secció nord de la serralada, més àmplia. Hi ha registres procedents del nord de Tenasserim, on hi va haver nombrosos informes el 1962, a Kota Tinggi al sud on es va capturar un rinoceront el 1994 El parc nacional Endau-Rompin a Malàisia té la població més nombrosa de rinoceronts de Sumatra en tota la serralada.
Altres espècies inclouen el cérvol sambar, el muntjac, el serau, el gòral vermell, el lleopard, el craseonicteri de nas porcí, el múrid Niviventer tenaster i el langur de Tenasserim, així com diverses espècies d'aus. Entre els peixos de les rieres i rius de la serra mereixen esmentar Botia rostrata i el Garra notata.
El parc nacional de Tanintharyi i la reserva natural de Tanintharyi es van establir el 2005 i el 2002 es va proposar el parc nacional de Lenya, a la part birmana, per tal d'implementar la conservació de l'hàbitat, però la tala il·legal impulsada per l'avarícia i la corrupció és un problema continuat a banda i banda de la frontera. Al costat tailandès, el Parc Nacional Kaeng Krachan ja estava demarcat el 1981, que abastava parts dels districtes de Nong Ya Plong, Kaeng Krachan i Tha Yang de la província de Phetchaburi, i de Hua Hin de la província de Prachuap Khiri Khan. El parc nacional Khao Sam Roi Yot es troba a les muntanyes calcàries de Khao Sam Roi Yot, una branca costanera de la principal serralada de Tenasserim i el parc nacional Nam Tok Huay Yang és un altre parc de la província de Prachuap Khiri Khan que es troba a la banda tailandesa de la zona fronterera entre 100 i 1200 metres sobre el nivell del mar. A Malàisia, els principals espais protegits de la zona de distribució són el Parc Nacional Endau-Rompin, el Parc Nacional Gunung Ledang, el Taman Negara i el Parc Estatal de Selangor.
La matança d'elefants salvatges és un gran problema al parc nacional de Kaeng Krachan, amb les autoritats incapaces de controlar els caçadors furtius. Alguns funcionaris del parc estan suposadament implicats en el comerç de peces d'elefants.